# Evarcha fasciata
Evarcha fasciata là một loài nhện trong họ Salticidae.
Loài này thuộc chi Evarcha. Evarcha fasciata được Seo miêu tả năm 1992.